# Poppy Miller
Poppy Miller (Norwich, 28 febbraio 1969) è un'attrice britannica.

## Carriera
Ha studiato filosofia e inglese all'Università di Cambridge e in seguito la Webber Douglas Academy of Dramatic Art. 
Come attrice televisiva è conosciuta principalmente per il ruolo di DC Carol Browning nella serie poliziesca britannica The Commander. Ha ricoperto inoltre il ruolo di Vera Devenish nella seconda stagione di Anubis su Nickelodeon.
Nel remake della BBC di Mapp and Lucia di E. F. Benson del 2014 ha interpretato la moglie di Padre, Evie Bartlett, un personaggio originario del libro che non presente nella versione del 1980 della ITV. Ha partecipato al film televisivo If I Had You su ITV e ha avuto un ruolo in due stagioni di Red Cap.
Come attrice teatrale ha ricoperto il ruolo di Maria Maddalena in The Last Days of Judas Iscariot all'Almeida Theatre. Ha recitato anche ne La dodicesima notte di William Shakespeare al Tricycle Theatre.
Nel 2016 recita, nel ruolo di Ginny Weasley, nello spettacolo teatrale Harry Potter and the Cursed Child.

## Filmografia

### Cinema
- Sex & Drugs & Rock & Roll (2010)
- What You Will (2012)

### Film televisivi
- If I Had You (2006)

### Televisione
- Hetty Wainthropp Investigates (1996)
- Casualty (1997 e 2002)
- EastEnders (2000)
- The Knock (2000)
- Attachments (2000-2002)
- Doctors (2000 e 2010)
- In Deep (2001)
- Heartbeat_ (2002)
- The Commander (2003)
- Buried (2003)
- Red Cap (2003)
- Derailed (2005)
- New Tricks - Nuove tracce per vecchie volpi (2006)
- Goldplated (2006)
- Torn (2007)
- Kingdom (2007)
- The Fixer (2007)
- Emma (2009)
- Anubis (2012)
- Holby City (2012)
- Endeavour (2014)
- Mapp and Lucia (2015)